# Crollon
Crollon est une commune française, située dans le département de la Manche en région Normandie, peuplée de 298 habitants.

## Géographie

### Hydrographie
La commune est située dans le bassin Seine-Normandie. Elle est drainée par le cours d'eau 01 de la Braise, le ruisseau de la Dufresniere, le fossé 06 de la Forge et le fossé 07 de la Forge,,.

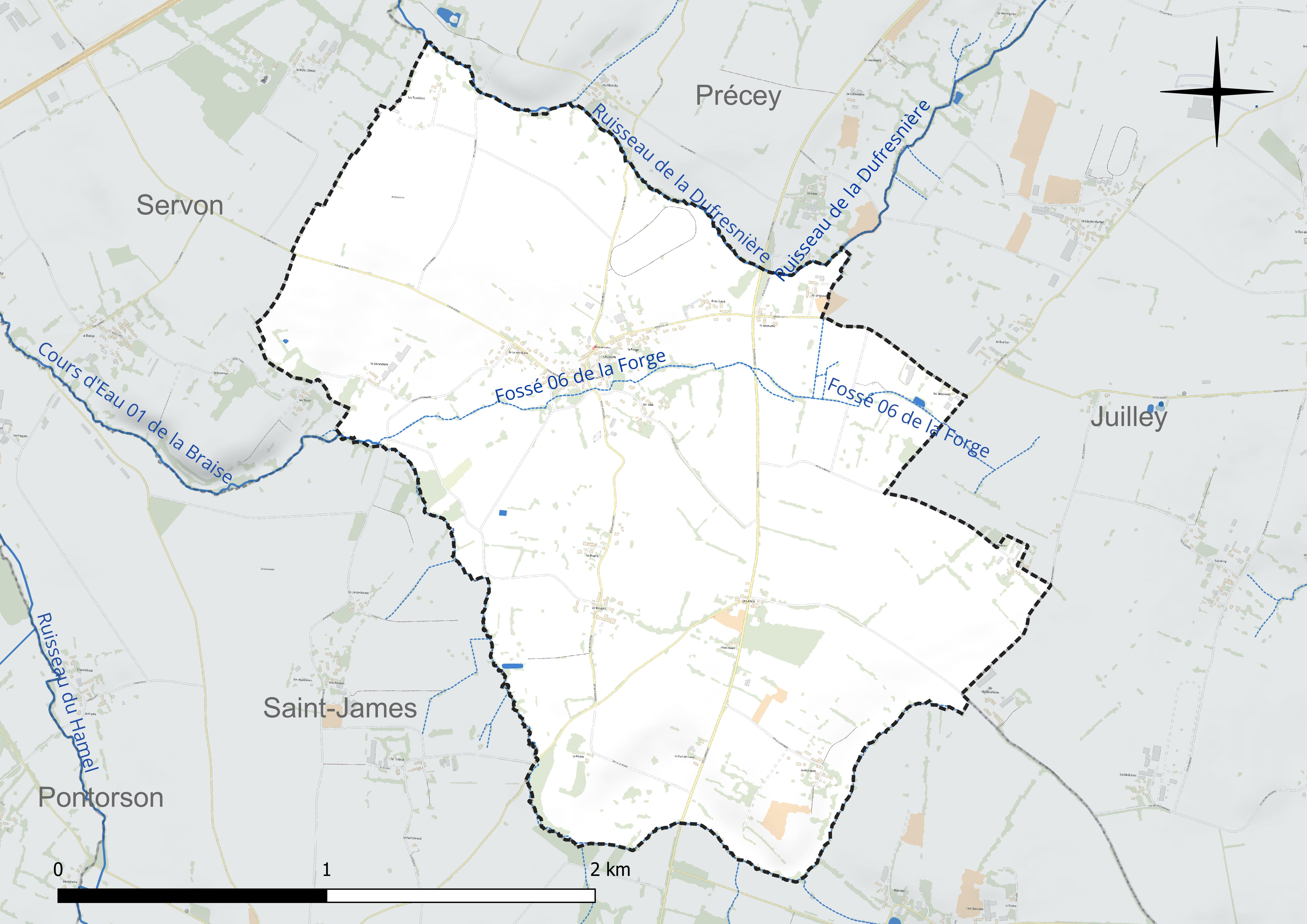
Réseau hydrographique de Crollon.

### Climat
Pour des articles plus généraux, voir Climat de la Normandie et Climat de la Manche.
En 2010, le climat de la commune est de type climat océanique franc, selon une étude du CNRS s'appuyant sur une série de données couvrant la période 1971-2000. En 2020, Météo-France publie une typologie des climats de la France métropolitaine dans laquelle la commune est exposée à un climat océanique et est dans la région climatique  Bretagne orientale et méridionale, Pays nantais, Vendée, caractérisée par une faible pluviométrie en été et une bonne insolation. Parallèlement le GIEC normand, un groupe régional d’experts sur le climat, différencie quant à lui, dans une étude de 2020, trois grands types de climats pour la région Normandie, nuancés à une échelle plus fine par les facteurs géographiques locaux. La commune est, selon ce zonage, exposée à un « climat maritime », correspondant au Cotentin et à l'ouest du département de la Manche, frais, humide et pluvieux, où les contrastes pluviométrique et thermique sont parfois très prononcés en quelques kilomètres quand le relief est marqué.
Pour la période 1971-2000, la température annuelle moyenne est de 11,2 °C, avec une amplitude thermique annuelle de 12,3 °C. Le cumul annuel moyen de précipitations est de 797 mm, avec 13,2 jours de précipitations en janvier et 7,7 jours en juillet. Pour la période 1991-2020, la température moyenne annuelle observée sur la station météorologique la plus proche, située sur la commune de Pontorson à 10 km à vol d'oiseau, est de 11,9 °C et le cumul annuel moyen de précipitations est de 821,3 mm,. Pour l'avenir, les paramètres climatiques de la commune estimés pour 2050 selon différents scénarios d’émission de gaz à effet de serre sont consultables sur un site dédié publié par Météo-France en novembre 2022.

## Urbanisme

### Typologie
Au 1er janvier 2024, Crollon est catégorisée commune rurale à habitat dispersé, selon la nouvelle grille communale de densité à sept niveaux définie par l'Insee en 2022. Elle est située hors unité urbaine. Par ailleurs la commune fait partie de l'aire d'attraction d'Avranches, dont elle est une commune de la couronne,. Cette aire, qui regroupe 32 communes, est catégorisée dans les aires de moins de 50 000 habitants,.

### Occupation des sols
L'occupation des sols de la commune, telle qu'elle ressort de la base de données européenne d’occupation biophysique des sols Corine Land Cover (CLC), est marquée par l'importance des territoires agricoles (100 % en 2018), une proportion identique à celle de 1990 (100 %). La répartition détaillée en 2018 est la suivante : terres arables (50,3 %), prairies (49,7 %). L'évolution de l’occupation des sols de la commune et de ses infrastructures peut être observée sur les différentes représentations cartographiques du territoire : la carte de Cassini (XVIIIe siècle), la carte d'état-major (1820-1866) et les cartes ou photos aériennes de l'IGN pour la période actuelle (1950 à aujourd'hui).

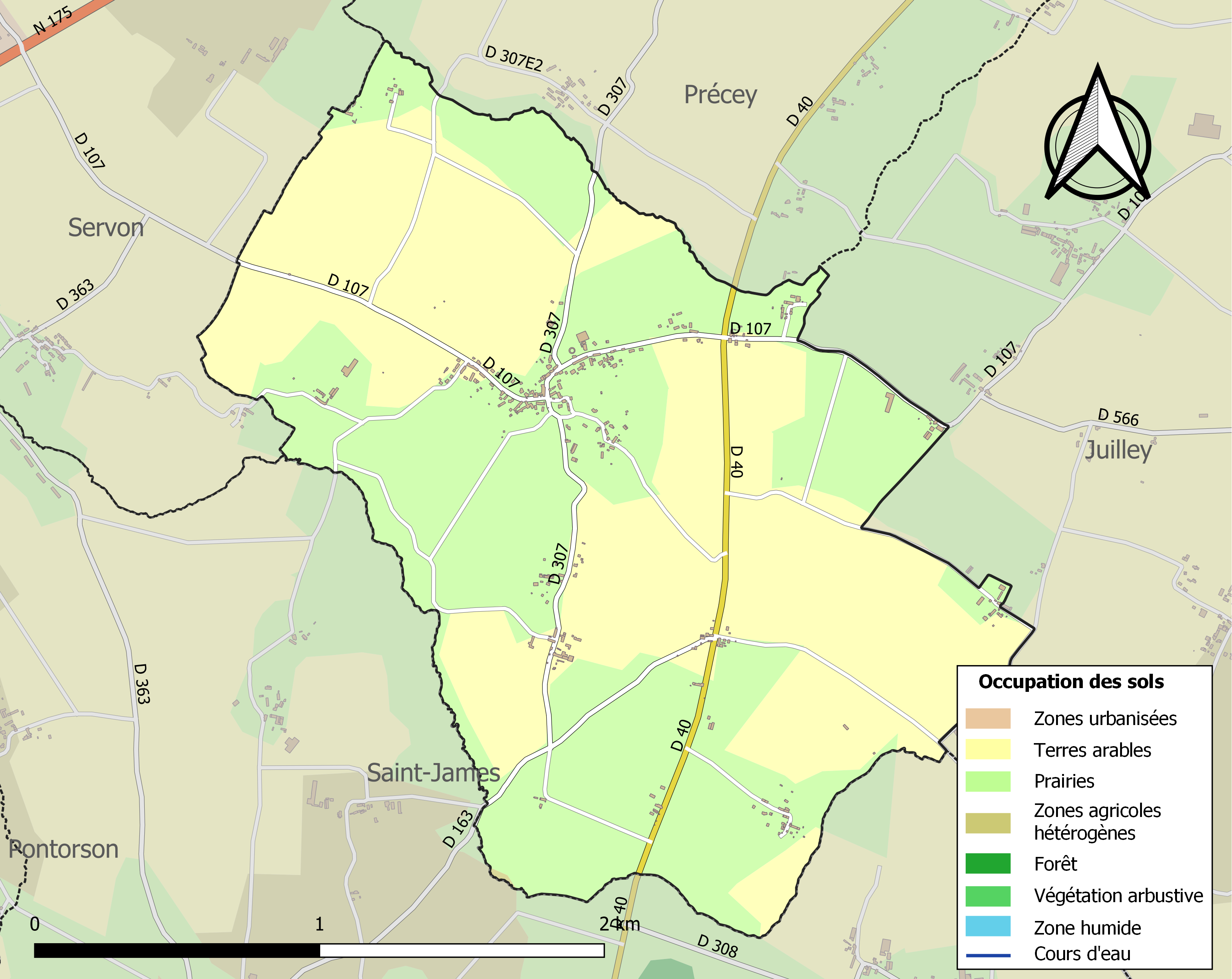
Carte des infrastructures et de l'occupation des sols de la commune en 2018 (CLC).

## Toponymie
Le nom de la localité est attesté sous les formes Crolum en 1186, Croilon au XIIIe siècle, Crolon en 1369 et en 1370.
De l'anthroponyme norrois krokr et de lundr (« bois »), « le bois de Krokr ».
Le gentilé est Crollonnais.

## Histoire
Crollon se situait sur la voie romaine Legedia (Avranches) - Condate (Rennes).
Guillaume Longue-Épée (c.927-942), fils de Rollon, concéda le village à l'abbaye du Mont-Saint-Michel. Selon certains historiens locaux, Rollon aurait donné son nom au village. Vers 1200, l'église relevait de l'abbaye de Hambye.

## Politique et administration
| Période                                  | Période      | Identité          | Étiquette | Qualité           |
| ---------------------------------------- | ------------ | ----------------- | --------- | ----------------- |
| 1976                                     | mars 2008    | Arsène Bouteloup  |           |                   |
| mars 2008                                | juillet 2020 | Christian Pacilly | SE        | Technicien        |
| juillet 2020                             | En cours     | Noël Bouvier      | SE        | Agent de maîtrise |
| Les données manquantes sont à compléter. |              |                   |           |                   |

## Démographie
L'évolution du nombre d'habitants est connue à travers les recensements de la population effectués dans la commune depuis 1793. Pour les communes de moins de 10 000 habitants, une enquête de recensement portant sur toute la population est réalisée tous les cinq ans, les populations de référence des années intermédiaires étant quant à elles estimées par interpolation ou extrapolation. Pour la commune, le premier recensement exhaustif entrant dans le cadre du nouveau dispositif a été réalisé en 2005.
En 2022, la commune comptait 298 habitants, en évolution de −1 % par rapport à 2016 (Manche : −0,31 %, France hors Mayotte : +2,11 %).
| 1793 | 1800 | 1806 | 1821 | 1831 | 1836 | 1841 | 1846 | 1851 |
| ---- | ---- | ---- | ---- | ---- | ---- | ---- | ---- | ---- |
| 344  | 299  | 398  | 500  | 389  | 425  | 425  | 396  | 446  |

| 1856 | 1861 | 1866 | 1872 | 1876 | 1881 | 1886 | 1891 | 1896 |
| ---- | ---- | ---- | ---- | ---- | ---- | ---- | ---- | ---- |
| 426  | 440  | 442  | 411  | 393  | 401  | 385  | 354  | 362  |

| 1901 | 1906 | 1911 | 1921 | 1926 | 1931 | 1936 | 1946 | 1954 |
| ---- | ---- | ---- | ---- | ---- | ---- | ---- | ---- | ---- |
| 315  | 312  | 300  | 252  | 278  | 276  | 259  | 265  | 254  |

| 1962 | 1968 | 1975 | 1982 | 1990 | 1999 | 2005 | 2006 | 2010 |
| ---- | ---- | ---- | ---- | ---- | ---- | ---- | ---- | ---- |
| 246  | 218  | 190  | 183  | 207  | 213  | 231  | 234  | 242  |

| 2015 | 2020 | 2022 | - | - | - | - | - | - |
| ---- | ---- | ---- | - | - | - | - | - | - |
| 299  | 296  | 298  | - | - | - | - | - | - |

## Lieux et monuments
- Église Notre-Dame des XIIe, XVIe – XIXe siècles, avec un beau dallage dans la nef en crépi et le chœur, et son portail du XIIe à la fois roman et gothique[18], tour du XIXe. Elle abrite un maître-autel du XVIIe, un bénitier du XVIIe, un chemin de croix du XIXe, un confessionnal du XVIIIe, des fonts baptismaux du XVIIe, les statues de saint Étienne et d'un saint évêque, ainsi qu'un tableau représentant la remise des clés à saint Pierre[18].
- Ancien presbytère du XVIIe siècle, avec une plaque commémorative datée de 1629 du curé résident, l'abbé Gauchet.
- Croix de cimetière (1786), calvaire à la Forge du XXe siècle et trois croix de chemin à la Nogrie du XIXe siècle, à la Lande du XIXe siècle et la dernière avec l'inscription Louange-Petit[18].
- Manoir de Crollon, possession des moines du Mont-Saint-Michel puis de la famille de Magny[18].
- Vieux village de la Moinerie.